# Pfarrkirche St. Thomas am Blasenstein

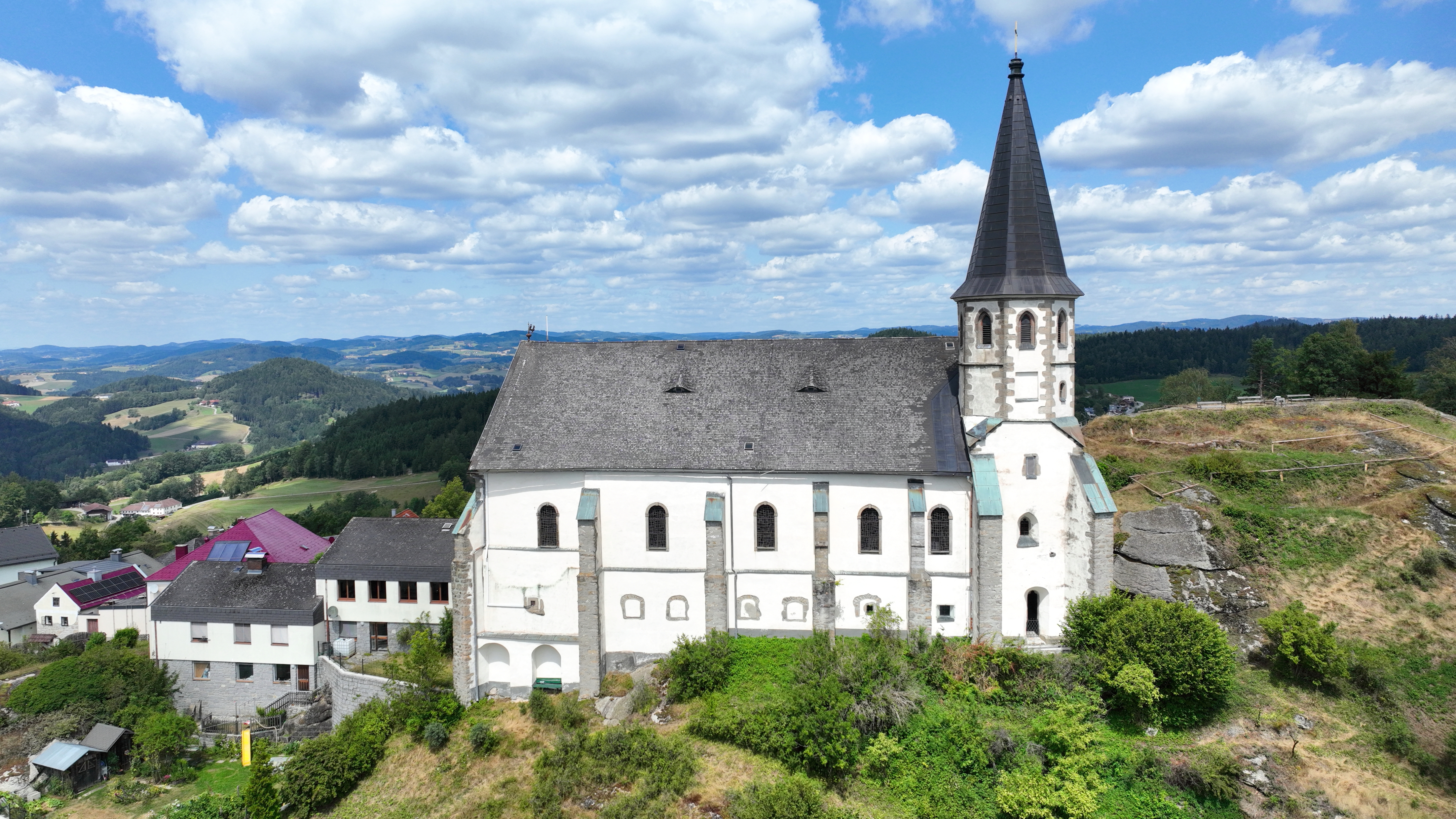
Katholische Pfarrkirche in St. Thomas am Blasenstein

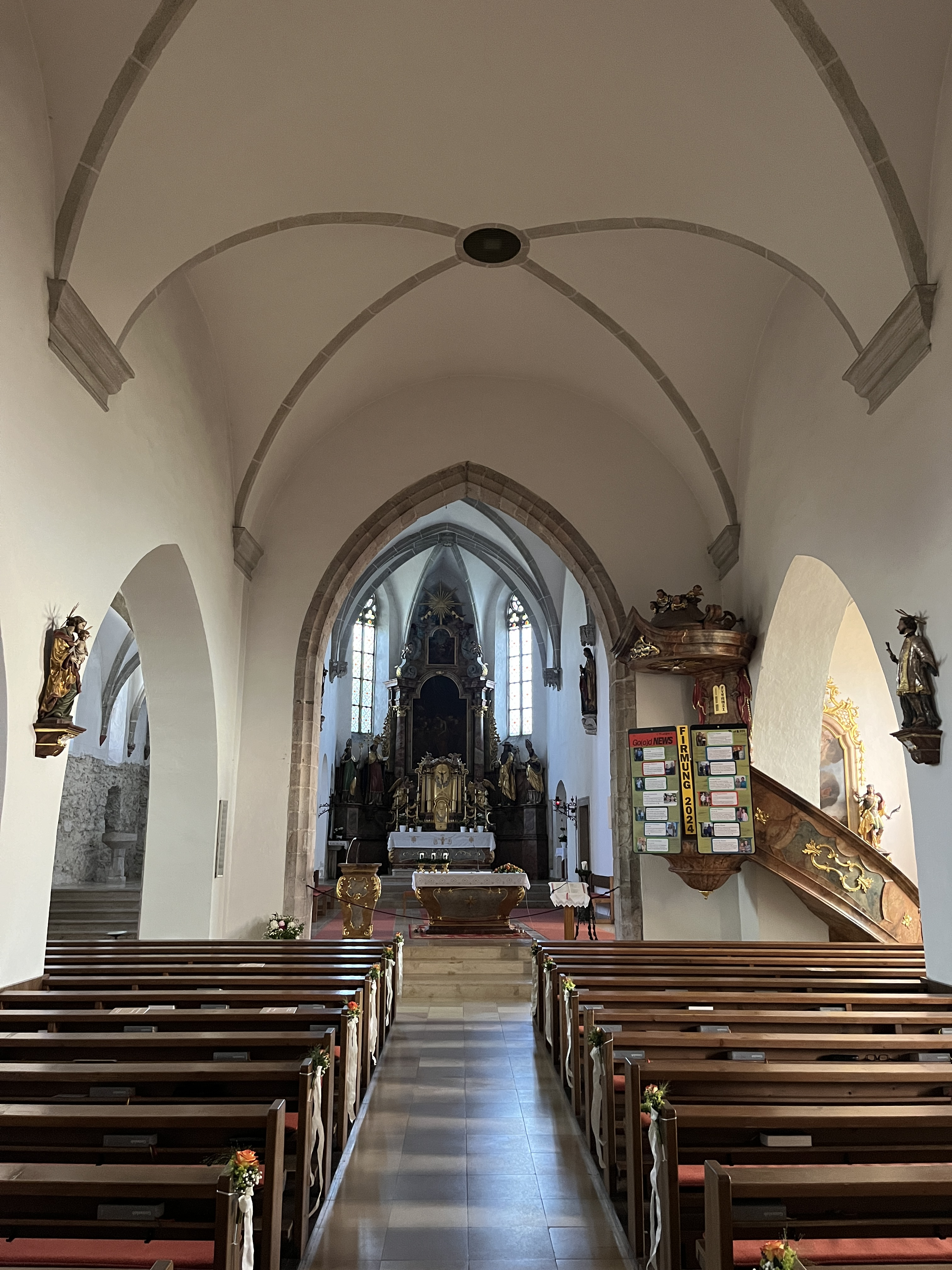
Mittelschiff, Blick zum Chor, erkennbarer Achsknick

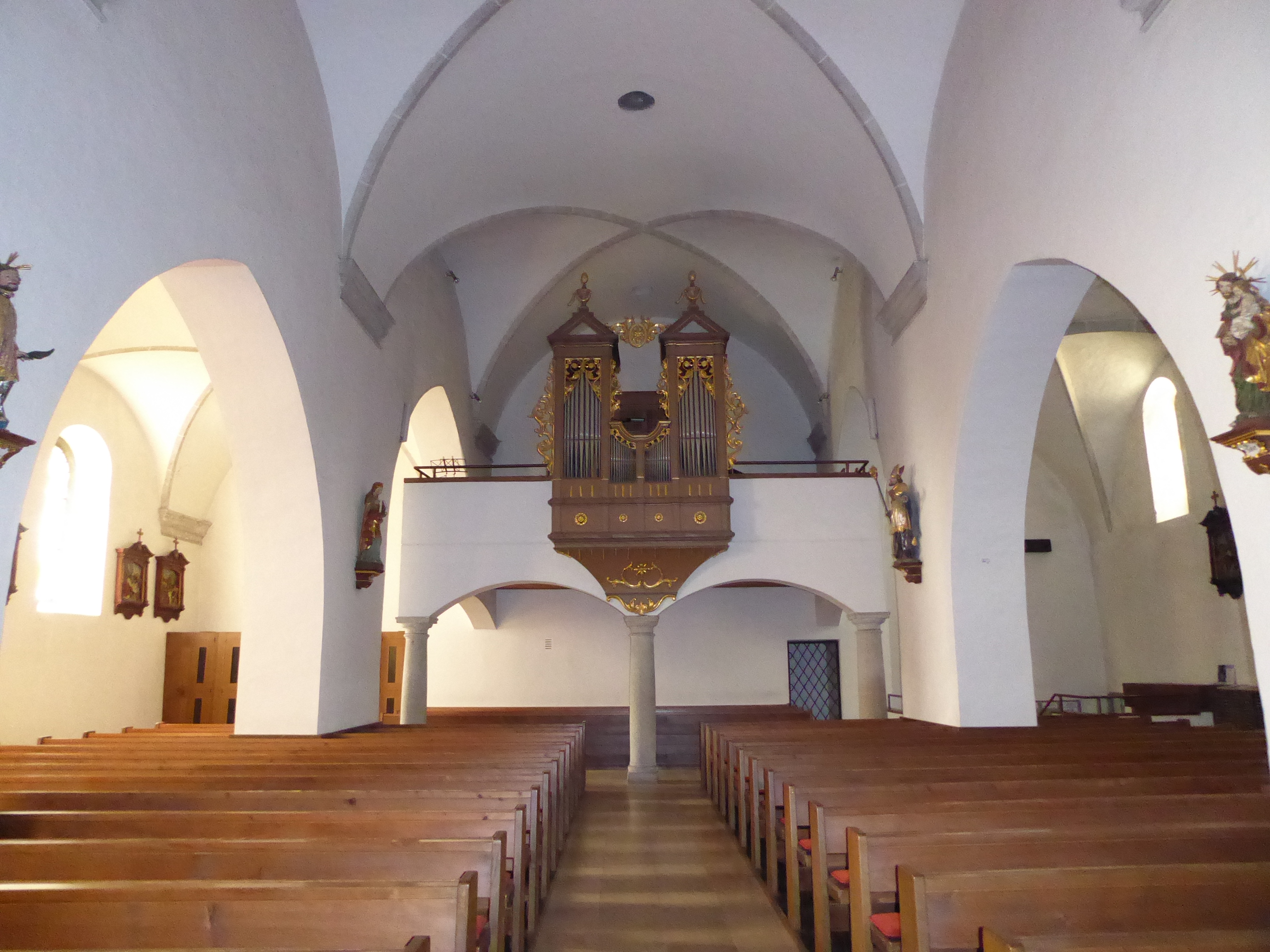
Mittelschiff, Blick zur Orgelempore

Die römisch-katholische Pfarrkirche St. Thomas am Blasenstein steht im Süden des Ortes erhöht in beherrschender Lage auf einem Bergrücken unterhalb des Burgstalls in der Marktgemeinde St. Thomas am Blasenstein im Bezirk Perg in Oberösterreich. Die dem Patrozinium hl. Thomas unterstellte Pfarrkirche gehört zum Dekanat Grein in der Diözese Linz. Die Kirche steht unter Denkmalschutz (Listeneintrag).

## Geschichte

### Pfarrgeschichte
Ursprünglich wohl eine Eigenkirche des Otto von Machland. Urkundlich wurde 1147 eine Kapelle geweiht und diese an das Kloster Säbnich und später dem Kloster Waldhausen übergeben.
Während 1330 urkundlich noch eine Kapelle genannt wurde, war ab 1335 von einer Kirche die Rede.
Als Pfarre wurde St. Thomas erstmals 1343 erwähnt, wobei diese als Doppelpfarre mit Münzbach von einem einzigen Pfarrer betreut wurde.
1530 wurde St. Thomas eine unabhängige Pfarre, als Münzbach an die Herrschaft der Prager zu Windhaag kam.
Ab dem 15. Jahrhundert diente die Kirche auch als Wallfahrtskirche. Von 1733 bis 1914 kam aus der Gemeinde Türnitz in Niederösterreich alle 3 Jahre eine Delegation von zwei bis drei Männern, die bei der Kirchenstiege feierlich empfangen und in einer Prozession unter Glockengeläut in die Kirche geführt wurden, wo sie ein 9 Pfund schweres Geschenk aus Bienenwachs ablegten. Diese Tradition entstand durch ein Gelübde aus dem Jahr 1683, nach der Befreiung aus der Türkenkriegsnot jährlich eine Wallfahrt zur Basilika Sonntagberg zu machen, wobei dieses Gelöbnis am 19. Mai 1733 um die zusätzliche Wallfahrt nach St. Thomas erweitert wurde.

### Baugeschichte
Teile des Nordschiffes und wohl auch das Mittelschiff sind romanisch aus der ersten Hälfte des 13. Jahrhunderts. Der Bau des Chores, des Turms und der Ausbau des Kirchenschiffes erfolgten 1350/1380, die Wölbung des Nordschiffes in der Mitte des 15. Jahrhunderts und die Wölbung des Mittelschiffes und des Südschiffes im Anfang des 17. Jahrhunderts. Die Dachstühle wurden durch einen Brand 1866 wohl 1867 erneuert. Die Kirche wurde von 1977 bis 1985 und 1994 innen restauriert.

## Architektur
Der außen geschlossene und kompakte Kirchenbau ist im Inneren stark differenziert. Die dreischiffige dreijochige spätgotische Staffelhalle hat im Kern romanische Mauern. Das Nordschiff besitzt ein Kreuzrippengewölbe, das Mittelschiff und Südschiff haben barocke Kreuzgratgewölbe.
Der Chor weist auf einen Punkt 15 Grad nördlich des exakten Ostens, wo die Sonne um den 23. April (und später nochmals um den 18. August) aufgeht. Der Kirchengrundriss könnte also um den 23. April (zu Ostern eines noch unbekannten Jahres) ausgesteckt worden sein. Da die Achse des Mittelschiffes nur 10 Grad nördlich des exakten Ostens liegt, besteht ein Achsknick von 5 Grad.

## Ausstattung
Der Hochaltar aus 1736 als Säulenretabel mit Auszug zeigt das Bild Ungläubiger Thomas begegnet dem auferstandenen Christus vom Maler Martin Schubhart 1660 (übermalt) und trägt die Seitenfiguren der Kirchenväter Augustinus, Gregor, Hieronymus und Ambrosius um 1660. Das Auszugsbild zeigt das Martyrium des hl. Thomas um 1660.
Zwei gotische Reliefs Tod und Krönung Mariä entstanden um 1380. Die beiden spätgotischen Plastiken Johannes Evangelist und Paulus aus den Jahren 1480/90 sind mit den Werken von Gregor Erhart verwandt.
Das überlebensgroße Kruzifix mit echtem Haupt- und Barthaar stammt aus der Zeit um das Jahr 1520.
Die Brüstungsorgel baute Johann Pirchner 1980 mit II Man./16. Reg., das klassizistische Gehäuse von Nikolaus Rummel der Jüngere 1800 als zweitürmiges vierfeldriges Brüstungspositiv wurde aus der Stiftskirche vom Stift Waldhausen hierher übertragen. Eine Glocke nennt Franz Hollederer 1867.

## Umgebung
Der alte Pfarrhof, der um 1400 mit der Errichtung der großen Kirche entstanden sein dürfte, wurde im Jahr 1967 abgerissen.